# کلبه ترواگرو

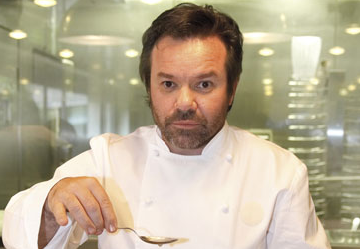
میشل ترواگرو، سرآشپز رستوران

کلبه ترواگرو (انگلیسی: La Maison Troisgros) یک رستوران سه ستاره میشلین است که در شهر روآن فرانسه در شمال غربی شهر لیون واقع شده‌است. سرآشپز، میشل ترواگرو از خانواده ترواگرو، هتل/رستوران را به همراه همسرش ماری-پی‌یر اداره می‌کند.
در سال ۱۹۳۰، «ژان-باتیسته ترواگرو» که از بومیان بورگونی به همراه همسرش «ماری بادو» به روآن نقل مکان کردند و هتل کوچکی خریدند. ماری آشپزی می‌کرد، ژان-باتیسته هتل را اداره می‌کرد. این آغاز یک سلسله ۳ نسلی از آشپزان بود که بیش از ۳۰ سال متوالی سه ستاره میشلین را برای خانواده ترواگرو حفظ کردند.
ماری و ژان-باتیسته دو پسر سرآشپز معروف به نام‌های ژان و پی‌یر داشتند که از ابداع‌کنندگان آشپزی نوین فرانسوی بودند. میشل ترواگرو یکی از دو پسر سرآشپز مشهور پی‌یر است (دیگری کلود ترواگرو است). در این نسل میشل آشپز است و همسرش ماری-پی‌یر (آنها زمانی که او در حال تحصیل در رشته مدیریت هتل در گرنوبل بود با هم آشنا شدند) رستوران و فروشگاه را اداره می‌کند و بر تزئینات نظارت دارد.
در سال ۲۰۱۷ رستوران از مرکز شهر به یک روستای کوچک در همان نزدیکی نقل مکان کرد. این رستوران در سال ۲۰۰۸ در رتبهٔ ۲۵ فهرست رستوران برتر جهان قرار گرفت.